# Māya Love
Māya Love è un brano musicale del cantautore britannico George Harrison incluso nel suo album Dark Horse del 1974.
Il brano ebbe origine da un pezzo improvvisato alla slide guitar, al quale poi Harrison aggiunse un testo ispirato alla natura illusoria dell'amore – essendo la parola Māyā un termine Sanscrito per "illusione", o per significare "quello che non è". Alcuni critici hanno voluto riscontrare nel testo della canzone un riflesso del fallimento del matrimonio di Harrison con Pattie Boyd, che lo aveva lasciato per l'amico Eric Clapton poco tempo prima. Harrison registrò la traccia a casa sua, a Friar Park, appena prima dell'inizio del suo tour in Nord America insieme a Ravi Shankar, che si svolse a novembre e dicembre 1974. La registrazione vede Harrison alla chitarra slide e contributi musicali da parte di quattro musicisti che formarono il nucleo della sua touring band: Billy Preston, Tom Scott, Willie Weeks e Andy Newmark.
Harrison suonò Māya Love durante la sua tournée del 1974, ma nessuna registrazione ufficiale del pezzo è mai stata pubblicata. La canzone è stata successivamente pubblicata su singolo nel 1975 come lato B del 45 giri This Guitar (Can't Keep from Crying), che fu l'ultima uscita della Apple Records nella sua incarnazione originale.

## Il brano

### Origine e storia
Discutendo di Māya Love in I, Me, Mine, la sua autobiografia del 1980, George Harrison afferma di aver scritto la canzone "puramente come un pezzo improvvisato alla chitarra slide, aggiungendovi solo in seguito un testo". Il manoscritto del testo del brano include un accenno all'accordatura aperta in Mi, Harrison prediligeva le accordature alternative e questa la impiegò anche in altre sue composizioni alla slide guitar durante la prima metà degli anni settanta, come Woman Don't You Cry for Me, Sue Me, Sue You Blues e Hari's on Tour (Express). Il testo della canzone è costituito da una serie di paragoni tra la natura illusoria dell'amore e quella di tutte le cose del mondo materiale, in linea con il concetto induista che "tutto nella vita è illusione", "tutta la vita è Māyā". Il teologo Dale Allison scrisse che Harrison aveva "anticipato" tale interpretazione già anni prima in un brano dei Beatles, Within You Without You del 1967 – specificatamente rivolgendosi alle persone che: «hide themselves behind a wall of illusion» ("si nascondono dietro ad un muro di illusione"). La prima esplicita menzione del concetto di "Māyā" in una canzone di Harrison è presente in Beware of Darkness, pubblicata nel 1970 nel triplo album All Things Must Pass.
I biografi Allison e Ian Inglis interpretarono il testo del pezzo come un riflesso del fallimento del matrimonio di Harrison con Pattie Boyd, piuttosto che un commento sulla vanità dell'amore e le relazioni umane in generale. Tuttavia, Eric Clapton, per il quale la Boyd lasciò Harrison nel luglio 1974, disse che per Harrison, tutte le relazioni amorose, in quanto possessive, sono Māyā. Sempre secondo Clapton, quando egli si confrontò con Harrison circa la sua relazione con Pattie, la risposta di George fu: «Fai come ti pare, amico. Non mi preoccupa. Tu puoi avere lei e allora io avrò la tua ragazza». Durante un'intervista concessa a una stazione radiofonica di Houston, la KLOL, poco tempo prima dell'uscita della canzone, Harrison dichiarò a proposito del significato del brano: «L'amore Māyā è qualcosa tipo: "ti amo se", "ti amo quando", "ti amo ma". È il tipo di amore passeggero che tendiamo a scambiarci l'un con l'altro... ».
Nel primo verso di Māya Love, Harrison paragona un amore così irreale e provvisorio al flusso incessante dell'oceano:
(Māya Love, George Harrison)
Musicalmente la traccia unisce i riff blues di Harrison con elementi di funk, genere musicale che stava incominciando a piacergli sempre di più attraverso la sua passione consolidata per la musica R&B e soul.

### Registrazione
Nonostante avesse da preparare un altamente pubblicizzato tour in Nord America – il primo tour solista per un ex-Beatle – oltre che un nuovo album da registrare e pubblicare prima dell'inizio dello stesso, Harrison dedicò gran parte del settembre e dell'inizio dell'ottobre 1974 a organizzare il "Music Festival from India" di Ravi Shankar. Harrison sponsorizzò la manifestazione, attraverso la sua Material World Charitable Foundation, e produsse dischi di artisti sotto contratto con la Dark Horse Records, etichetta da lui fondata. Prima di questo progetto, tra la fine di agosto e l'inizio di settembre, Māya Love fu uno dei quattro brani incisi in fretta e furia presso l'FPSHOT, lo studio di registrazione casalingo di Harrison a Henley-on-Thames, Oxfordshire, per l'inclusione nell'album intitolato Dark Horse. In realtà, solo tre di queste canzoni finirono sull'album, poiché George decise di accantonare His Name Is Legs (Ladies and Gentlemen) fino al 1975. Tranne Billy Preston, vecchio amico di Harrison, i musicisti che presero parte alle sessioni di registrazione erano relativamente nuovi per Harrison: Tom Scott, sassofonista e leader dei L.A. Express, e la sezione ritmica costituita da Willie Weeks e Andy Newmark. Questi quattro musicisti, tutti statunitensi, fornirono poi il nucleo della tour band di Harrison e lo spinsero a un sound più contemporaneo. In aggiunta alle sue parti di chitarra, Harrison contribuì alle registrazioni anche come percussionista, con lo pseudonimo "P. Roducer", uno dei suoi preferiti nel periodo 1973–75.
L'incisione inizia con Preston che "sfiora" il suo piano Fender Rhodes, rifacendosi allo stile di Ray Charles, suo precedente mentore. Weeks al basso e Newmark alla batteria forniscono un ritmo "funky", completato da un "elegante" arrangiamento della sezione fiati opera di Scott. I due break strumentali, svolgono la funzione di sezioni mediane, e contengono gli assolo di Preston e di Harrison alla chitarra slide, e poi Scott (al sax tenore) e di nuovo Harrison.
Gli autori Chip Madinger e Mark Easter suggerirono che Harrison possa aver sovrainciso la propria voce solista agli A&M Studios di Los Angeles, dove egli tenne delle sessioni improvvisate con i membri della band per terminare l'album, durante le ultime tre settimane di ottobre. Māya Love fu tra le nuove canzoni incluse da Harrison nella scaletta dei brani da eseguire in concerto durante la tournée, con una band ora allargatasi con l'arrivo del percussionista jazz Emil Richards, di Jim Horn e Chuck Findley ai fiati, e di altri.

## Pubblicazione
Māya Love apparve come ultima traccia del primo lato dell'album Dark Horse nel formato originale in LP a 33 giri, dopo Bye Bye, Love e prima della traccia d'apertura della seconda facciata del disco in vinile, Ding Dong, Ding Dong. Alcuni recensori notarono l'apparente sequenza concettuale del pezzo sull'album, con Bye Bye, Love che fungeva da sardonici "bacio d'addio e benedizione" a Boyd e Clapton; Māya Love a fornire una conclusione filosofica dei problemi coniugali documentati sulla prima facciata dell'album; e infine Ding Dong come festosa annunciazione della nuova relazione di Harrison con Olivia Arias.

## Accoglienza
La rivista Billboard indicò Māya Love tra le tracce migliori di Dark Horse, ritenuto "molto più energico" del precedente Living in the Material World (1973), e "potenzialmente più commerciale". In un'altra recensione che paragonava favorevolmente Dark Horse a All Things Must Pass, Michael Gross di Circus Raves descrisse la canzone un "soft, rock funky impreziosito dai superbi riff del piano di Billy Preston" e notò il ruolo del brano come risposta alla "disperazione cantata" in Bye Bye, Love. Come per il tour, molte recensioni all'album furono invece negative. In una delle più dure in assoluto, il critico di NME Bob Woffinden scrisse: "Nessuna traccia [in Dark Horse] possiede qualcosa che si avvicini almeno a una melodia memorabile. Maya Love sembra quasi My Sweet Lord, sebbene senza i suoi pregi, e poi (alla fine del lato 1) George si perde inesorabilmente nelle stesse leccate parti di chitarra." Woffinden definì "opinabili" i testi del disco e liquidò quello di Māya Love come parte dell'"intero affare del misticismo orientale che ci aspettiamo dal George che conosciamo e che stiamo iniziando a non amare".
Nel dicembre 1975, tre mesi dopo la pubblicazione dell'album Extra Texture (Read All About It), Māya Love apparve come B-side del secondo singolo estratto dal disco, This Guitar (Can't Keep from Crying). Bruce Spizer ha suggerito che la scelta della "vecchia" Māya Love possa essere stata dovuta alla mancanza di brani "papabili" su 45 giri nell'altrimenti malinconico Extra Texture.

## Formazione
- George Harrison – voce, chitarra slide, chitarra acustica, shaker, cori
- Billy Preston – pianoforte elettrico
- Tom Scott – sassofono, arrangiamento fiati
- Willie Weeks – basso
- Andy Newmark – batteria